# برالحکمان
 بر الحکمان  نام منطقه‌ای در استان وسطی و از توابع در کشور پادشاهی عمان است.
مساحت  بر الحکمان  در حدود ۶۵۰ کیلومتر مربع است.
 بر الحکمان  در منطقه وسطی و در مغرب جزیره مصیره واقع شده‌است. یک ممر آبی به عرض ۱۴ کیلومتر جزیره مصیره از بر الحکمان جدا ساخته‌است. خاک بر الحکمان شیب وفراز گوناگونی دارد، و در بعضی مواقع در سال که دریا طغیان می‌کند آب دریا تا مسافت ۵ کیلومتر از زمین‌های بر الحکمان را می‌پوشاند و غرق در آب می‌کند. بیشتر مردم بر الحکمان در جزیره محوت ساکن هستند و از راه ماهی‌گیری گذران زندگی می‌کنند.